# Coupe des quatre nations
Ne doit pas être confondu avec Coupe des nations (hockey sur glace féminin).
La Coupe des quatre nations est un tournoi annuel de hockey sur glace féminin qui se tient entre les quatre mêmes équipes : le Canada, les États-Unis, la Finlande et la Suède. Le tournoi a généralement lieu en novembre.

## Historique
La première édition a lieu en 1996 avec seulement trois nations : le Canada, la Finlande et les États-Unis. En 2000, la Suède rejoint la compétition alors qu'en 2001, en raison des attentats du 11 septembre, les États-Unis n'ont pas participé. L'édition de 2019 est annulée au dernier moment, du fait du conflit opposant l'équipe nationale suédoise avec sa propre fédération, chargée de l'organisation du tournoi. Le conflit tournait autour des compensations financières pour les athlètes lors de leur présence en tournois (perte de revenus) et le fait qu'elle ne soit pas assurée en compétitions. 
Le tournoi se joue sur le principe du round-robin, chaque participant rencontrant l'ensemble des autres participants le même nombre de fois. Les deux meilleures équipes jouent par la suite un match pour déterminer l'équipe remportant la médaille d'or alors que les deux autres nations jouent pour la médaille de bronze.

### Palmarès global
| Pays       | Or | Argent | Bronze | Total | Participations |
| ---------- | -- | ------ | ------ | ----- | -------------- |
| Canada     | 14 | 9      | 0      | 23    | 23             |
| États-Unis | 9  | 12     | 1      | 22    | 22             |
| Finlande   | 0  | 2      | 14     | 16    | 23             |
| Suède      | 0  | 0      | 8      | 8     | 19             |

## Palmarès des éditions
| Année | Or                                                   | Argent                                               | Bronze                                               | Site                                     |
| ----- | ---------------------------------------------------- | ---------------------------------------------------- | ---------------------------------------------------- | ---------------------------------------- |
| 1996  | Canada                                               | États-Unis                                           | Finlande                                             | Ottawa (Canada)                          |
| 1997  | États-Unis                                           | Canada                                               | Finlande                                             | Lake Placid (États-Unis)                 |
| 1998  | Canada                                               | États-Unis                                           | Finlande                                             | Kuortane (Finlande)                      |
| 1999  | Canada                                               | États-Unis                                           | Finlande                                             | Montréal (Canada)                        |
| 2000  | Canada                                               | États-Unis                                           | Finlande                                             | Provo (États-Unis)                       |
| 2001  | Canada                                               | Finlande                                             | Suède                                                | Mikkeli, Vierumäki et Tampere (Finlande) |
| 2002  | Canada                                               | États-Unis                                           | Finlande                                             | Kitchener (Canada)                       |
| 2003  | États-Unis                                           | Canada                                               | Finlande                                             | Skövde (Suède)                           |
| 2004  | Canada                                               | États-Unis                                           | Suède                                                | Lake Placid (États-Unis)                 |
| 2005  | Canada                                               | États-Unis                                           | Finlande                                             | Hämeenlinna (Finlande)                   |
| 2006  | Canada                                               | États-Unis                                           | Suède                                                | Kitchener (Canada)                       |
| 2007  | Canada                                               | États-Unis                                           | Finlande                                             | Leksand (Suède)                          |
| 2008  | États-Unis                                           | Canada                                               | Suède                                                | Lake Placid (États-Unis)                 |
| 2009  | Canada                                               | États-Unis                                           | Suède                                                | Vierumäki (Finlande)                     |
| 2010  | Canada                                               | États-Unis                                           | Finlande                                             | Saint-Jean (Canada)                      |
| 2011  | États-Unis                                           | Canada                                               | Suède                                                | Nyköping (Suède)                         |
| 2012  | États-Unis                                           | Canada                                               | Suède                                                | Vantaa (Finlande)                        |
| 2013  | Canada                                               | Finlande                                             | États-Unis                                           | Lake Placid (États-Unis)                 |
| 2014  | Canada                                               | États-Unis                                           | Suède                                                | Kamloops (Canada)                        |
| 2015  | États-Unis                                           | Canada                                               | Finlande                                             | Sundsvall (Suède)                        |
| 2016  | États-Unis                                           | Canada                                               | Finlande                                             | Järvenpää (Finlande)                     |
| 2017  | États-Unis                                           | Canada                                               | Finlande                                             | Tampa (États-Unis)                       |
| 2018  | États-Unis                                           | Canada                                               | Finlande                                             | Saskatoon (Canada)                       |
| 2019  | Édition annulée                                      | Édition annulée                                      | Édition annulée                                      | Luleå (Suède)                            |
| 2020  | Édition annulée en raison de la Pandémie de Covid-19 | Édition annulée en raison de la Pandémie de Covid-19 | Édition annulée en raison de la Pandémie de Covid-19 | (Suède)                                  |

### Édition 2007
L'édition 2007 a lieu du 7 au 11 novembre dans la patinoire de l'Ejendals Arena en Suède.
| 7 novembre | Finlande | 1-4 | Canada |  |

| 7 novembre | Suède | 0-4 | Canada |  |

| 8 novembre | États-Unis | 3-6 | Canada |  |

| 8 novembre | Suède | 0-3 | Finlande |  |

| 10 novembre | Finlande | 1-2 | États-Unis |  |

| 10 novembre | Suède | 3-5 | États-Unis |  |

| Clt   | Équipe     | PJ | V | D | BP | BC | Pts |
| ----- | ---------- | -- | - | - | -- | -- | --- |
| +001, | Canada     | 3  | 3 | 0 |    |    | 6   |
| +002, | États-Unis | 3  | 2 | 1 |    |    | 4   |
| +003, | Finlande   | 3  | 1 | 2 |    |    | 2   |
| +004, | Suède      | 3  | 0 | 3 |    |    | 0   |

Pour les significations des abréviations, voir statistiques du hockey sur glace.
| 11 novembre | Finlande | 1-0 | Suède |  |

| 12 novembre | États-Unis | 0-2 | Canada |  |

| Feuille de match | Feuille de match | Feuille de match | Feuille de match | Feuille de match |
| ---------------- | ---------------- | ---------------- | ---------------- | ---------------- |
|                  |                  |                  |                  |                  |
|                  |                  |                  |                  |                  |
|                  |                  |                  |                  |                  |
|                  |                  |                  |                  |                  |

### Édition 2008
Le tournoi a lieu du 4 au 9 novembre à Lake Placid aux États-Unis.
| 4 novembre 2008 | Finlande | 0-6 | Canada |  |

| Feuille de match | Feuille de match | Feuille de match | Feuille de match | Feuille de match |
| ---------------- | ---------------- | ---------------- | ---------------- | ---------------- |
|                  |                  |                  |                  |                  |
|                  |                  |                  |                  |                  |
|                  |                  |                  |                  |                  |
|                  |                  |                  |                  |                  |

| 4 novembre 2008 | Etats-Unis | 5-2 | Suède |  |

| 5 novembre 2008 | Suède | 2-3 | Finlande |  |

| 6 novembre 2008 | Etats-Unis | 2-4 | Canada |  |

| Feuille de match | Feuille de match | Feuille de match | Feuille de match | Feuille de match |
| ---------------- | ---------------- | ---------------- | ---------------- | ---------------- |
|                  |                  |                  |                  |                  |
|                  |                  |                  |                  |                  |
|                  |                  |                  |                  |                  |
|                  |                  |                  |                  |                  |

| 7 novembre 2008 | Canada | 1-2 | Suède |  |

| Feuille de match | Feuille de match | Feuille de match | Feuille de match | Feuille de match |
| ---------------- | ---------------- | ---------------- | ---------------- | ---------------- |
|                  |                  |                  |                  |                  |
|                  |                  |                  |                  |                  |
|                  |                  |                  |                  |                  |
|                  |                  |                  |                  |                  |

| 7 novembre 2008 | Finlande | 1-4 | États-Unis |  |

| Clt   | Équipe     | PJ | V | D | BP | BC | Pts |
| ----- | ---------- | -- | - | - | -- | -- | --- |
| +001, | Canada     | 3  | 2 | 1 |    |    | 5   |
| +002, | États-Unis | 3  | 2 | 1 |    |    | 4   |
| +003, | Finlande   | 3  | 1 | 2 |    |    | 2   |
| +004, | Suède      | 3  | 1 | 2 |    |    | 2   |

Pour les significations des abréviations, voir statistiques du hockey sur glace.
| 9 novembre 2008 | Finlande | 0-1 | Suède |  |

| 12 novembre | États-Unis | 3-2 (TB) | Canada |  |

| Feuille de match | Feuille de match | Feuille de match | Feuille de match | Feuille de match |
| ---------------- | ---------------- | ---------------- | ---------------- | ---------------- |
|                  |                  |                  |                  |                  |
|                  |                  |                  |                  |                  |
|                  |                  |                  |                  |                  |
|                  |                  |                  |                  |                  |

### Édition 2009
Le tournoi a lieu les 3, 4, 6 et 7 novembre 2009 à Vierumäki en Finlande.
| 3 novembre 2009 | Finlande | 0-4 | États-Unis |  |

| 3 novembre 2009 | Canada | 4-0 | Suède |  |

| 4 novembre 2009 | Finlande | 2-4 | Canada |  |

| 4 novembre 2009 | Etats-Unis | 3-2 | Suède |  |

| 6 novembre 2009 | Finlande | 1-2 (pr) | Suède |  |

| 6 novembre 2009 | Canada | 2-3 | États-Unis |  |

| Clt   | Équipe     | PJ | V | D | BP | BC | Pts |
| ----- | ---------- | -- | - | - | -- | -- | --- |
| +001, | États-Unis | 3  | 3 | 0 |    |    | 6   |
| +002, | Canada     | 3  | 2 | 1 |    |    | 4   |
| +003, | Suède      | 3  | 1 | 2 |    |    | 2   |
| +004, | Finlande   | 3  | 0 | 3 |    |    | 0   |

Pour les significations des abréviations, voir statistiques du hockey sur glace.
| 7 novembre 2009 | Finlande | 1-2 (pr) | Suède |  |

| 7 novembre 2009 | Canada | 5-2 | États-Unis |  |

| Feuille de match | Feuille de match | Feuille de match | Feuille de match | Feuille de match |
| ---------------- | ---------------- | ---------------- | ---------------- | ---------------- |
|                  |                  |                  |                  |                  |
|                  |                  |                  |                  |                  |
|                  |                  |                  |                  |                  |
|                  |                  |                  |                  |                  |

### Édition 2010
Le tournoi a lieu du 9 au 13 novembre à Saint-Jean au Canada.
Premier tour
- Mardi 9 novembre 2010

Finlande  2-0 Suède
 États-Unis 3-2 Canada (en fusillade).
- Mercredi 10 novembre 2010

Canada 8-1 Suède
États-Unis  4- 0 Finlande.
- Vendredi 12 novembre 2010

Canada 15-0 Finlande
États-Unis  4-0 Suède. La gardienne américaine Jessie Vetter effectue 20 arrêts pour mériter le blanchissage.
Classement.
1-États-Unis, 6 points
2-Canada, 4 points
3-Finlande, 2 points
4-Suède, 0
- Samedi 13 novembre 2010

Match pour la médaille de bronze
- Finlande  2-1 Suède

Match pour la médaille d'or
- Canada  3-2 États-Unis[22].

En plus d’avoir inscrit le premier but des Canadiennes, Rebecca Johnston marque le but gagnant en prolongation

### Édition 2011
Le tournoi a lieu du 9 au 14 novembre à Nyköping en Suède. La compétition oppose les quatre puissances du hockey féminin, soit le Canada, les États-Unis,, la Finlande et la Suède.Tous les matchs sont joués au Stora Hallen arena.
Premier tour
- Mercredi 9 novembre 2011

Canada  5-0 Finlande
Suède 0-8 États-Unis 
- Jeudi 10 novembre 2011

Canada  3 -1 États-Unis,
Suède 1-2 Finlande 
- Samedi 12 novembre 2011

Suède 1-3 Canada 
Finlande 0-10 États-Unis 
Classement
1. Canada, 6 points
2. États-Unis, 4 points
3. Finlande, 2 points
4. Suède, 0

- Dimanche 13 novembre 2011

Match pour la médaille de bronze
Suède  2-1 Finlande
Match pour la médaille d'or
États-Unis  4-3 Canada.
C'est l'égalité 3-3 à l'issue du temps règlementaire et de la prolongation. C'est alors la séance de tirs de fusillade pour déterminer les vainqueurs du tournoi, et la gardienne des États-Unis Jessie Vetter offre la victoire aux américaines en arrêtant le tir de la canadienne Hayley Wickenheiser.

### Édition 2012
Le tournoi a lieu du 6 au 10 novembre à Kerava et Vantaa, communes appartenant au Grand Helsinki en Finlande
Premier tour
- Mardi 6 novembre 2012

États-Unis  4-0 Suède
Finlande 0-6 Canada  à Kerava
- Mercredi 7 novembre 2012

Canada  3-1 États-Unis à Vantaa
Finlande  4-2 Suède
- Vendredi 9 novembre 2012

Suède 0-9 Canada
Finlande 1-15 États-Unis 
Classement
1. Canada, 9 points
2. États-Unis, 6 points
3. Finlande, 3 points
4. Suède, 0

- Samedi 10 novembre 2012

Match pour la médaille de bronze
Finlande 1-3 Suède 
Match pour la médaille d'or à Vantaa
Canada 0-3 États-Unis 